# Punk Goes Pop 7
Punk Goes Pop 7 è la diciassettesima compilation della serie Punk Goes... della Fearless Records, la settima contenente reinterpretazioni di brani pop, pubblicata il 14 luglio 2017.

## Tracce
1. State Champs – Stitches (Shawn Mendes) – 3:03
2. Dance Gavin Dance – That's What I Like (Bruno Mars) – 3:27
3. New Years Day – Gangsta (Kehlani) – 3:54
4. The Amity Affliction – Can't Feel My Face (The Weeknd) – 3:21
5. Andy Black feat. Juliet Simms – When We Were Young (Adele) – 4:45
6. Grayscale – Love Yourself (Justin Bieber) – 3:26
7. Capsize – Fake Love (Drake) – 3:10
8. Boston Manor – Heathens (Twenty One Pilots) – 3:46
9. Eat Your Heart Out – Shape of You (Ed Sheeran) – 3:56
10. The Plot in You – Let It Go (James Bay) – 4:19
11. Ice Nine Kills – I Don't Wanna Live Forever (Zayn feat. Taylor Swift) – 4:24
12. Seaway – Closer (The Chainsmokers feat. Halsey) – 4:12
13. Too Close to Touch – In the Name of Love (Martin Garrix feat. Bebe Rexha) – 3:17

### Sampler
La compilation include anche un CD sampler contenente precedenti canzoni pubblicate dalle band dell'etichetta.
1. I Prevail – Lifelines – 3:21
2. The White Noise – Picture Day – 3:21
3. Grayscale – Beautiful Things – 4:16
4. Eat Your Heart Out – Drag Me Down – 2:27
5. Movements – Kept – 2:27
6. Milestones – Call Me Disaster – 3:15
7. Wage War – Stitch – 3:26
8. My Enemies & I – Riot – 3:27
9. Volumes – Feels Good – 3:50
10. Sworn In – Make It Hurt – 3:44
11. Oceans Ate Alaska – Escapist – 4:18

## Classifiche
| Classifica (2017)         | Posizione massima |
| ------------------------- | ----------------- |
| Australia                 | 10                |
| Stati Uniti               | 79                |
| Stati Uniti (alternative) | 12                |
| Stati Uniti (rock)        | 15                |